# Kefáli (Réthymnon)
Kefáli, en grec moderne : Κεφάλι, est un village du dème de Mylopótamos, en Crète, en Grèce. Selon le recensement de 2011, la population de Kefáli compte 57 habitants. Il est situé à une altitude de 300 m et à une distance de 38 km de Réthymnon.